# Aurélien Panis
Aurélien Panis (Saint-Martin-d'Hères, 29 de outubro de 1994) é um automobilista francês que disputa atualmente a Fórmula V8 3.5.

## Carreira
Filho do ex-piloto Olivier Panis, que disputou a Fórmula 1 entre 1994 e 2004, Aurélien iniciou sua carreira em 2011, na Fórmula 4 Francesa. No ano seguinte, foi para a Fórmula Renault 2.0 Alps, disputando 6 corrida antes de ser promovido à divisão Eurocup da categoria.
Em 2013, acumulou suas participações na F-Renault Eurocup e F-Renault NEC, sem grandes resultados de destaque. Desde 2015, compete na World Series (renomeada Fórmula V8 3.5 a partir de 2016), estreando ao serviço da equipe Tech 1 Racing.